# Фалкиршки точак
Фалкиршки точак (енгл. Falkirk Wheel) је обртна преводница која спаја Форт и Клајд канал са Јунион каналом у Шкотској. Име је добило по оближњем граду у централној Шкотској. Разлика нивоа два канала износи 24 метра (приближна висина осмоспратнице).
Краљица Уједињеног Краљевства Елизабета II је пустила ову преводницу у рад 24. маја 2002. године у оквиру прославе њеног златног јубилеја, 50 година од крунисања. Отварање је каснило због вандализма изазваног насилним отварањем корита преводнице на точку.

## Пројекат Фалкирк точка
Архитектонски пројекат је урадила шкотска фирма. Точак је конструисан као полуга дужине 35 метара са осовином у средини, односно краци дужине око 15 метара су монтирани један насупрот другом на централној осовини. Облик точка је намерно прилагођен да подсећа на келтску двосеклу секиру. Две овакве полуге су монтиране на удаљености од 25 метара на централној осовини пречника 3,5 метара. На крајевима полуга су кружни отвори у којима су монтирана корита капацитета 302 тоне воде.
Корита за прихват пловила увек теже исто, са и без брода. Ово је зато што је тежина корита са водом 600 тона, а брод који уплови истисне воде управо колико је тежак, због Архимедовог принципа потиска. Ово омогућава да су краци полуге увек у равнотежи те упркос великој маси ротира за 180° за пет и по минута користећи веома мало енергије. Користе се мотори снаге свега 22,5 kW, који потроше око 1,5 kWh за четири минута, што је количина енергије приближно потребна за кување осам лончића воде.
Овај ротациони лифт-преводница је једини ове врсте у свету, и представља водећи градитељски подухват и туристичку атракцију Шкотске. У Великој Британији постоји још један лифт-преводница Андертон лифт за бродове у Чеширу. Фалкиршки точак је унапређење Андертонског лифта и користи исти принцип: два уравнотежена корита, једно иде нагоре, док друго иде надоле. Међутим, окретни механизам код Фалкиршког точка је јединствено решење.

## Како се точак окреће
Точак се окреће заједно са осовином углављеном у окретним лежиштима пречника 4 метра на крајевима. На стубовима су монтирани непокретни спољашњи зупчаници. Цела ова конструкција је фундирана на пилонима.
Зупчаници на једном крају осовине, у машинској соби, су спојени са планетарним зупчастим преносним системом. Ротирајући прстен се покреће помоћу 10 хидрауличних мотора који су спојени са стационарним зупчастим прстеном познатим под називом „планетарни носач“. Ово је учвршћено за стуб носач на сличан начин као и на другом крају осовине.
Погонско вратило мотора је спојено са погонским точком које је непомични планетарни зупчаник у том преносу који потом покреће покретни прстен зупчаника. Електрични мотор покреће хидрауличну пумпу која је повезана са хидрауличним мотором цревима и покреће точак брзином од 1/8 окрета у минуту.

## Изградња точка
Извођач овог објекта је била компанија Батерли инжењеринг из Риплија у Дарбиширу а у оквиру миленијумског плана да се поново споје Форт и Клајд канал са Унион каналом, првенствено ради туризма и рекреације. Ова два канала су раније била повезана низом од 11 преводница, али су 30-их година прошлог века остали запуштени и део је насут земљом.
Миленијумска комисија је донела одлуку да обнови канале централне Шкотске и поново споји Глазгов и Единбург пловним путем. Потребна је била преводница да споји канале, а пројекат точка-преводнице је победио на конкурсу. Као и код других пројеката Миленијумске комисије, грађевина поседује видиковац са продавницом, рестораном и салом за изложбе.

## Како корита одржавају ниво
Корита ротирају истом брзином, али у супротном смеру да би се одржао равнотежа воде у њима и да се товар са водом и бродовима не би преврнуо док се точак окреће.
Корита стоје на малим точковима која належу на вођице на унутрашњој страни осам метара широке шупљине унутар крака полуге, што омогућује несметано окретање корита док се точак окреће.
Цео окрет се контролише низом зупчаника. Три осмометарска зупчаника су повезана са два мања помоћна зупчаника, сви назубљени споља. Централни, главни зупчаник је непомичан. Навучен је на централну осовину са стране где је машинска соба и причвршћен уз носећи стуб. Два мања планетарна зупчаника су причвршћена на крацима носећих руку са исте стране осовине и повезана са централним зупчаником. Када мотор окреће осовину, руке се окрећу заједно са планетарним зупчаницима који су у вези са централним али већом брзином од точка, мада у истом смеру. Планетарни зупчаници су у вези са назубљеним прстеном који је оквир у коме се креће транспортно корито и који се окреће истом брзином као точак само у супротном правцу. Ово одржава корита стабилним и у савршеној равнотежи.

## Пристанишни ров
Пристанишни ров је врста сувог дока одвојеног од доњег канала водонепропусним вратима и за сваки случај опремљен додатним пумпама за исушивање. Када преводница ротира и заустави се у вертикалном положају бродови могу да улазе и излазе из доњег корита када су врата отворена без потапања сувог дока. Простор испод корита је празан.
Уколико не би постојао суви док, корито и крак руке који га држи би се урањао у воду доњег канала приликом сваког окрета. Ово би резултовало многим непожељним и отежавајућим ситуацијама, укључујући потисак у доњем базену при урањању и вискозност воде која би захтевала променљиви режим расподеле снаге при кретању точка.

## Како је одређена траса канала и нова преводница
Када је одређена траса до Унион канала у пројекат је укључена и изградња потпуно нове секције канала, која води од пристаништа Порт Максвел до спајања са новим базеном јужно од точка.
Ниво воде у том базену на истом је нивоу као акведукт у горњем делу спојен је каналом са новим 150 метара дугим Раф Касл тунелом елиптичног пресека. Ово је најновији пловни тунел у Великој Британији после ископавања Дадли канала у Вест Мидланду.
Постоје две преводнице које обарају ниво од Унион канала до овог базена. Тунел је био неопходан јер је траса пролазила преко Антоановог зида, па се ради заштите археолошких остатака нашло ово решење. Канал тунелом пролази испод ауто-пута који спаја Единбург и Глазгов, а такође и испод главне железничке пруге

## Цена пројекта и улазнице
Цена Фалкирк точка је 17,5 милиона фунти, а целокупни пројекат обнове је коштао 84,5 милиона (од чега је 32 милиона дошло од Националне лутрије).
Организовани обилазак Фалкирк точка обухвата једночасовну вожњу бродићем. Креће се од подножја точка, следи подизање точком—преводницом у Унион канал, обилазак бродићем ближе области и повратак. Цена ове туре за одрасле особе је у 2007. години износила 8 фунти за одраслу особу, 4,25 фунти за децу, 6,50 фунти за студенте и 21,50 фунти за породицу, уз могуће попусте од 10% за групе веће од 10 особа.

## Будуће окретне преводнице
Сличан пројекат преводнице је предложен за нови канал који би ишао дуж шуме Мартон у Бедфорширу. Овај канал би био део великог пројекта намењеног разоноди и туризму и спојен са будућим продужењем Бедфорд и Милтон Кејнс канала. Преводница би спајала Велики Унион канал код Милтон Кејнса са реком Грејт Оуз код Бедфорда.
Будуће продужење Форт и Клајд канала од ушћа реке Форт је такође предложено. Користиле би се две нове преводнице за подизање бродова са облицима преводница у којима би било стилизованих коњских глава висине 35 метара. Модел ових митолошких коњских глава је могуће видети управо на пристаништу код Фалкиршког точка.

## Фотографије
- Почетак покретања точка, излазак из сувог дока
- Око средине кретања, једно корито иде горе, друго доле
- Поглед на планетарне зупчанике спојене са централним
- Поглед са стране на канал који на стубовима израња из брда

## Предложена литература
- Uhlemann, H-J. (2002). Canal Lifts and Inclines of the World. Internat.